# Новы Час
«Новы Час» (укр. Новий Час) — білоруська політична щотижнева газета, заснована Мінською міською організацією Товариство білоруської мови ім. Франциска Скорини. Видається з березня 2002 року. Тираж газети — 3600 примірників (2021). Головний редактор — Колб Оксана Миколаївна (з 2015).
У січні 2024 року стало відомо, що в Білорусі сайт та інтернет-сторінки «Нового часу» визнали екстремістськими матеріалами. Ще раніше, у 2023 році, телеграм-канал видання, його групу в «Однокласниках», сторінку в Instagram і акаунт у TikTok визнали екстремістськими.

## Репресії (з 2020)
Газета висвітлювала протести в Білорусі та вибори президента Білорусі 2020 року, тому кількох журналістів «Нового Часу» за це судили та заарештовували.
14 січня 2021 року стало відомо, що «Білсоюздрук» розриває договір з редакцією щодо розповсюдження її видання в своїх кіосках починаючи з лютого 2021 року, після чого газета стала доступною тільки через передплатний індекс «Белпошти».
У кримінальній справі за втручання в діяльність міліції 12 березня 2021 року був заарештований Денис Івашин, журналіст видання, який був автором циклу статей «Каго ці што абараняе „Беркут“ у Беларусі» (укр. Кого або що захищає Беркут в Білорусі) і за день до затримання давав інтерв'ю каналу «Настоящее время», якому повідомив про результати свого журналістського розслідування. 24 березня 2021 року спільною заявою восьми організацій, серед яких Правозахисний центр «Вясна», Білоруська асоціація журналістів, Білоруський Гельсінський комітет, Білоруський ПЕН-центр, був визнаний політичним в'язнем.
28 травня 2021 року заступник генерального прокурора Білорусі Максим Воронін виніс головному редактору «Нового Часу» офіційне попередження, висловивши претензії по трьом статтям, опублікованими в лютому і квітні 2021 року, причому деякі цитати з тих статей в попередженні, підписаним Вороніним, були перекладені з білоруської мови на російську некоректно. 7 червня 2021 року «Белпошта» відреагувала на попередження та поінформувала редакцію, що газету на друге півріччя в передплатний каталог не візьме.
10 серпня 2021 року стало відомо про припинення випуску друкованої версії газети після 12 серпня: приватна друкарня «Ролл Принт» в своєму листі від 27 липня послалася на складності в виробничому процесі, в результаті чого стало неможливим продовжити виконувати договір на друк. Редакція намагалася знайти їй заміну, але безрезультатно. Проте було обіцяно, що сайт і соціальні мережі будуть оновлюватися.
19–20 жовтня 2021 року в офісі видання та оселях журналістів пройшли обшуки, співробітники були допитані. Крім того, були конфісковані комп'ютери та інша офісна техніка. Міжнародна федерація журналістів, Європейська федерація журналістів, Білоруська асоціація журналістів розкритикували атаку на «Новы Час».
28 жовтня 2021 року перестав відкриватися сайт novychas.by в Білорусі та за кордоном, це було пояснено звинуваченням у поширенні сайтів на матеріали, визнані екстремістськими білоруським судом. У відповідь на блокування редакція запустила дзеркало novychas.online.

## Нагороди
У 2009 газета отримала Премію імені Герда Буцеріуса «Вільна преса Східної Європи» (Gerd Bucerius-Förderpreis Freie Presse Osteuropas) в розмірі 30000 євро. Номінували газету на премію: міністр закордонних справ Німеччини Гернот Ерлер, Білоруська асоціація журналістів, Союз білоруських письменників і білоруське інформаційне агентство БелаПАН.
Головний редактор газети Олексій Король став переможцем міжнародного конкурсу журналістів імені Найта (Knight International Journalism Award) за 2008 рік, проведеного Міжнародним центром для журналістів (ICFJ).

## Головні редактори
- Король Олексій Степанович[be-x-old] (2010—2015).
- Колб Оксана Миколаївна (з 2015)